# Гласник Пољопривредне коморе Моравске бановине у Нишу
Гласник Пољопривредне коморе Моравске бановине у Нишу је информативни лист за припаднике Пољопривредне коморе, који је излазио у периоду од 1939. до 1941. године у Нишу.

## О часопису
Први број Гласника Пољопривредне коморе Моравске бановине у Нишу изашао је у Нишу, 1. јануара 1939. године. Часопис је излазио до 2. фебруара 1941. године.
Власник за Пољопривредну комору Моравске  бановине био је Сима Радојкоквић, председник коморе.

## Тематика
Као лист Пољопривредне коморе Моравске бановине од 1939. године, часопис је имао за циљ да информише све запослене о раду Пољопривредне коморе, као и о стању, интересима и потребама наше пољопривреде. Све што је било у вези са интересима и потребама пољопривредника, поњопривреде и села налазило се у овом часопису.
Задаци Пољопривредне коморе Моравске бановине у Нишу је да заступа, штити и унапређује интересе пољопривредника за своје подручје. 

## Уредници
Одговорни уредници: 
- од бр. 6 (1939) Сима Радојковић;
- од бр. 7/8 (1940) Ратомир Ћирић;
- од бр. 9 (1940) Момчило Васиљевић

## Штампарије
Гласник Пољопривредне коморе Моравске бановине штампан је у Нишу : Штампарија Св. Цар Константин.